# Ellie Kendrick
Eleanor Lucy V. Kendrick (Londres, 6 de junio de 1990), más conocida como Ellie Kendrick, es una actriz británica conocida por su papel de Ana Frank en la miniserie de 2009, The Diary of Anne Frank, Ivy Morris en la primera temporada de Upstairs Downstairs y Meera Reed en la serie Game of Thrones. También le pone voz al personaje de Taelia Fordragon en World of Warcraft: Battle for Azeroth.

## Primeros años
Kendrick nació en Londres. Asistió al Benenden School en Kent y pasó tiempo en el National Youth Theatre. En octubre de 2009, comenzó a estudiar Inglés en la Universidad de Cambridge.

## Carrera
Kendrick ha hecho papeles en Waking the Dead (2004), Doctors (2004), In 2 Minds (2004), Prime Suspect: The Final Act (2006), Lewis (2007), y la película An Education, con guion de Nick Hornby y que se estrenó en el Sundance Film Festival 2009.
Kendrick hizo de Anne Frank en la miniserie de 2009, The Diary of Anne Frank.
En 2009, hizo su debut en el teatro como Julieta en una producción de Shakespeare's Globe de Romeo y Julieta. En diciembre de 2010, hizo de la doncella Ivy Morris en Upstairs Downstairs.
En 2011, Kendrick apareció en Vida y destino. También encarnó al personaje de Allison Larkin en Being Human en 2012.
En 2012, Kendrick obtuvo el papel de Meera Reed en la temporada 3 de Game of Thrones. En 2013 volvió al teatro en In the Republic of Happiness y The Low Road en el Royal Court Theatre; también hace el papel de Constance en la serie Chickens. Kendrick también tuvo el papel de Helen en Misfits.
En 2016 Kendrick protagonizó la película The Levelling.

## Filmografía
| Año                 | Título                           | Papel              | Notas                                                |
| ------------------- | -------------------------------- | ------------------ | ---------------------------------------------------- |
| 2004                | Waking the Dead                  | Joven Greta        | Episodio: "The Hardest Word, Part 2"                 |
| 2004                | Doctors                          | Laura              | Episodio: "Promises, Promises"                       |
| 2006                | Prime Suspect: The Final Act     | Melanie            | Película de televisión                               |
| 2007                | Lewis                            | Megan Linn         | Episodio: "Whom the Gods Would Destroy"              |
| 2009                | The Diary of Anne Frank          | Anne Frank         | 5 episodios Nominada—Premio Satellite a mejor actriz |
| 2009                | An Education                     | Tina               |                                                      |
| 2010                | Upstairs Downstairs              | Ivy Morris         | 3 episodios (temporada 1)                            |
| 2012–2013           | Being Human                      | Allison Larkin     | 2 episodios                                          |
| 2012                | Cheerful Weather for the Wedding | Kitty Thatcham     |                                                      |
| 2013–2014 2016-2017 | Game of Thrones                  | Meera Reed         | 16 episodios                                         |
| 2013                | Chickens                         | Constance          | 1 episodio                                           |
| 2013                | Misfits                          | Helen              | 5 episodios                                          |
| 2016                | Native                           | Eva                | Película                                             |
| 2016                | Love Is Thicker Than Water       | Helen              | Película                                             |
| 2016                | Whisky Galore!                   | Catriona Macroon   | Película                                             |
| 2016                | The Levelling                    | Clover             | Película                                             |
| 2018                | Press                            | Leona Manning-Lynd | Protagonista                                         |

| Año  | Título                                | Papel            | Notas |
| ---- | ------------------------------------- | ---------------- | ----- |
| 2018 | World of Warcraft: Battle for Azeroth | Taelia Fordragon |       |

## Radio
| Año  | Título         | Estación       |
| ---- | -------------- | -------------- |
| 2011 | Vida y destino | BBC Radio Four |
| 2012 | Dracula        | BBC Radio Four |
| 2014 | The Basin      | BBC Radio Four |
| 2017 | Agnes Grey     | BBC Radio Four |

## Teatro
| Año  | Título          | Director          | Papel              | Teatro            |
| ---- | --------------- | ----------------- | ------------------ | ----------------- |
| 2017 | Gloria          | Michael Longhurst | Ani, Sasha, Callie | Hampstead Theatre |
| 2009 | Romeo y Julieta | Dominic Dromgoole | Julieta            | Globe Theatre     |